# سيباستيان باش
سيباستيان باخ (بالإنجليزية: Sebastian Bach)‏ هو مغني وممثل أمريكي، ولد في 3 أبريل 1968 بفريبورت في باهاماس.

## أعمال

### أفلام
- (2005) الدجاجة الآلية
- (2012) روك العصور[7]

### مسلسلات
- الدجاجة الآلية
- بنات غيلمور
- سنة في العمر

## وصلات خارجية
- سيباستيان باش على موقع IMDb (الإنجليزية)
- سيباستيان باش على موقع ألو سيني (الفرنسية)
- سيباستيان باش على موقع ميوزك برينز (الإنجليزية)
- سيباستيان باش على موقع رولينغ ستون (الإنجليزية)
- سيباستيان باش على موقع أول موفي (الإنجليزية)
- سيباستيان باش على موقع قاعدة بيانات برودواي على الإنترنت (الإنجليزية)
- سيباستيان باش على موقع إن إن دي بي (الإنجليزية)
- سيباستيان باش على موقع أول ميوزيك (الإنجليزية)
- سيباستيان باش على موقع ديسكوغز (الإنجليزية)
- سيباستيان باش على موقع قاعدة بيانات الفيلم (الإنجليزية)